# Schloss Katzenzungen

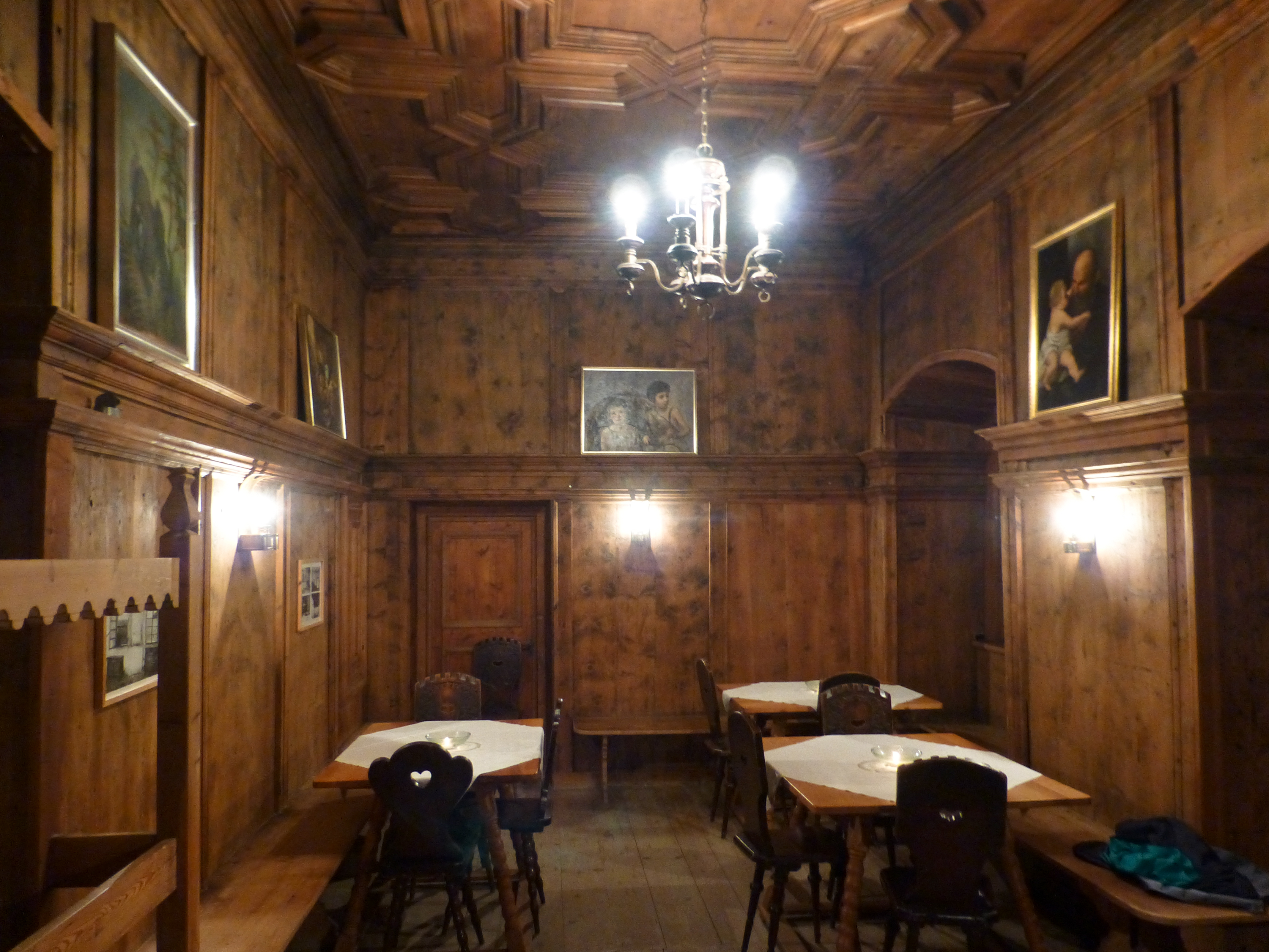
Holzvertäfelte Stube

Schloss Katzenzungen ist eine Burg bei Prissian (Gemeinde Tisens) in Südtirol.

## Geschichte
Die ältesten Teile der Anlage reichen ins 12. Jahrhundert zurück. Gesichert indes ist eine Erwähnung von „Henricus de Cazenzunge“ im Jahre 1244. 1350 gelobte Josephus Fink „miles de Katzenzungen“ dem Markgrafen Ludwig V. von Brandenburg, die ewige Öffnungen seines Schlosses. Heinrich Fink veräußerte die Burg 1379 an seinen Vetter Hans von Schlandersberg. 1496 wurde Anton von Thun mit Katzenzungen belehnt. 1517 erwarb Jakob Fuchs von Fuchsberg das Schloss, darauf folgte als Besitzer Franz Ritter von Breisach. Im 16. Jahrhundert wurde die Anlage von den Herren von Breisach massiv umgebaut, wodurch sich heute alle Bauteile unter einem Dach befinden.
Nachdem die Familie mit Gregor von Breisach 1706 ausstarb, erbte Katzenzungen Jakob Lidl von Mayenburg, dessen Mutter Magdalena eine geb. von Breisach war. Der letzte Angehörige Franz Anton von Lidl starb 1791 kinderlos. Auf ihn folgte als neuer Eigentümer Alois Graf von Sarnthein, der Katzenzungen als Mannlehen erhielt. 1795 wurde das Schloss versteigert. Der Erlös von 5000 Gulden diente als Lehenskapital. 1812 erfolgte die Umwandlung in ein Eigengut, das sich im 19. Jahrhundert zeitweise drei bäuerliche Familien aus Prissian teilten. Die Eigentümerfamilie Pobitzer ließ das Anwesen in jüngerer Zeit aufwendig in Stand setzen. Schloss Katzenzungen wird heute für Veranstaltungen und Events genutzt.

## Beschreibung
Ein Kranz von Pechnasen umgibt die Anlage. Über dem Rundbogentor ein Wappen der Breisach von 1548. Gleich neben Schloss Katzenzungen befindet sich der Versoaln-Rebstock, einer der ältesten der Welt.